# Солнечное (Санкт-Петербург)
Со́лнечное (до 1948 О́ллила, фин. Ollila) — посёлок, внутригородское муниципальное образование в Курортном районе Санкт-Петербурга, на берегу Финского залива. Численность населения по переписи 2002 года — 1161 чел., по переписи 2010 года — 1370 чел.
Одноимённый остановочный пункт Октябрьской железной дороги на участке Санкт-Петербург — Выборг между станцией Белоостров и остановочным пунктом Репино.
Солнечное 2 — социальный посёлок. Дачный посёлок для льготных категорий населения Санкт-Петербурга.

## История
Посёлок Солнечное известен с XVIII века. Первое время это был один из трёх районов деревни Куоккала (ныне Репино), который именовался Perä Kuokkala (Пе́ря-Куо́ккала — За́дняя Куо́ккала). По-русски его называли Курно́сово (название дано, вероятно, по фамилии землевладельца Курнойнена). Курносовским назывался и почтовый тракт, идущий вдоль берега залива к северо-западу от Сестрорецка. Так как посёлок находился на территории Великого княжества Финляндского, на предыдущей станции Белоостров существовала таможня, и багаж ехавших из Петербурга на дачу подвергался досмотру.
После открытия в 1870 году Финляндской железной дороги посёлок стал развиваться как дачное место. Летом его население возрастало до 5 тысяч человек. Во время дачного сезона здесь даже открывался летний театр. На его сцене в 1905 году была впервые поставлена пьеса А. М. Горького «Дети Солнца» (возможно, именно отсюда позже возник топоним Солнечное).
В начале XX века здесь приобрёл участок протоиерей церкви Святой Екатерины у Тучкова моста Леонид Михайлович Тихомиров, назвавший этот участок имением «Мирное». Здесь собирались представители петербургской интеллигенции, в том числе видный знаток истории астрономии в Древней Руси Даниил Осипович Святский. Здесь же в 1908 году было принято решение организовать Русское общество любителей мироведения и приступить к составлению его устава.

План имения «Мирное» (в левом нижнем углу спас.станция)
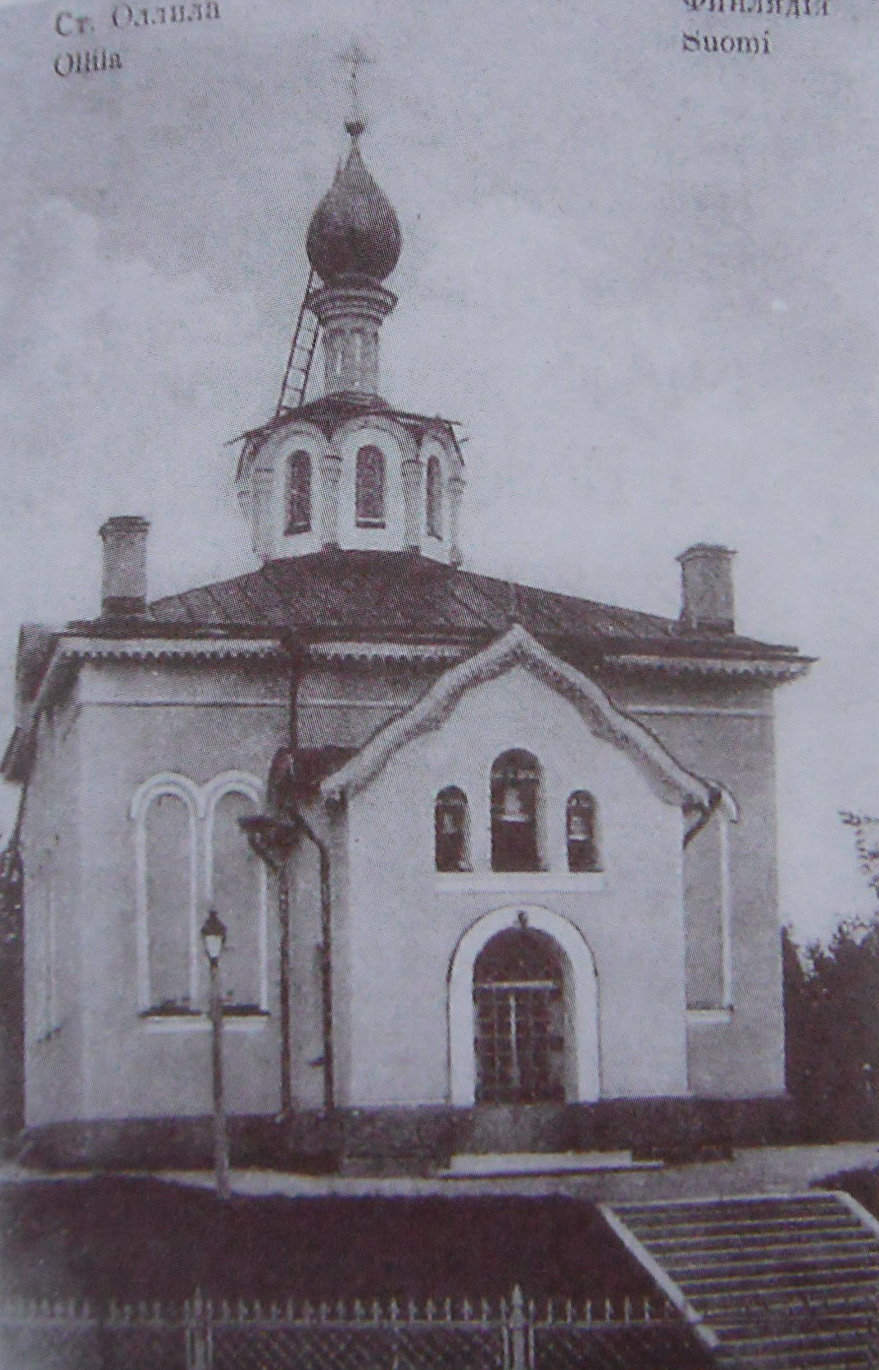
Церковь Смоленской иконы Божией Матери в Оллила

В 1906 году в Перя-Куоккале открыли железнодорожную станцию О́ллила (Ollila), названную по имени землевладельца Олафа (Олли) Улльберга, который и вложил средства в строительство станции. Так же стал называться и сам посёлок, хотя русское население именовало его Курносово.
1 октября 1948 года Оллилу переименовали в Солнечное, так как селение расположено на «самом южном и высоком» месте Курортного района. Тогда же переименовали железнодорожную станцию. Однако местные жители стали называть эту территорию Дю́нами; так же позже назвали санаторий (см. ниже).
В конце 1960-х — начале 1970-х годов в Солнечном был создан пляж «Ласковый», который сегодня считается одним из лучших на всём побережье Финского залива. 26 февраля 1966 года был открыт пансионат «Дюны». Кроме того, в посёлке рядом с пляжем «Ласковый» существует дом отдыха «Взморье». Под названием «Оллила» он был создан в январе 1945 года; первое время сюда доставляли раненых солдат. В 1950-х годах вокруг того корпуса, который сейчас имеет номер 2, было построено три каменных здания: клуб-столовая, корпус № 1, а также корпус с котельной, баней и прачечной. Тогда же дом отдыха стал «Взморьем».
Посёлок посещался видными государственными деятелями. Так, во время своего визита в СССР пляж посетил Шарль де Голль.
В 1997 году бывший пионерский лагерь «Солнечное», принадлежавший 32-му тресту Главзапстроя, был перестроен в Управленческий центр Свидетелей Иеговы в России, действовавший до конца 2017 года. После ликвидации Управленческого центра комплекс зданий, принадлежавший ему, был передан в собственность государства.

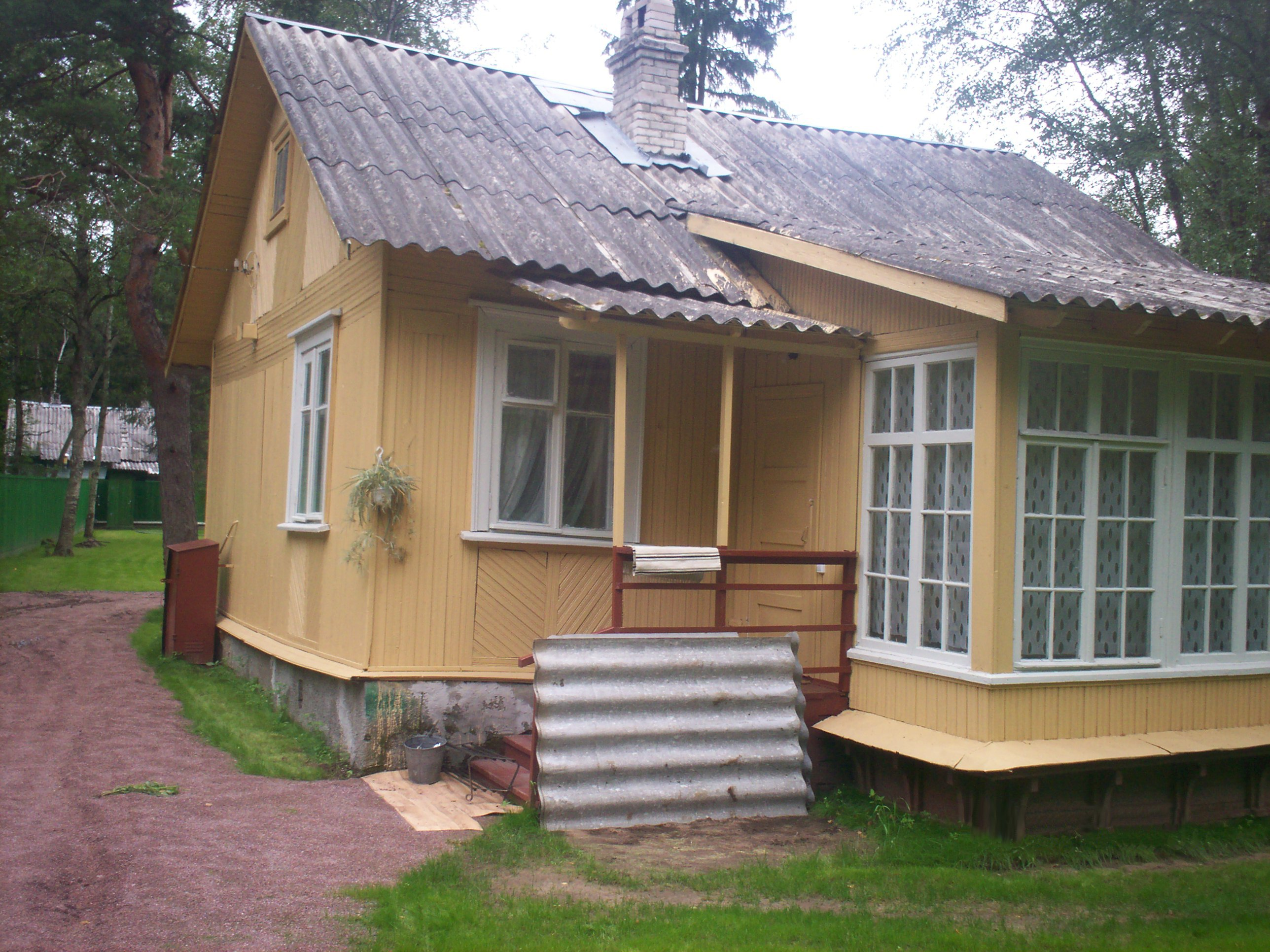
Одна из дач в Солнечном
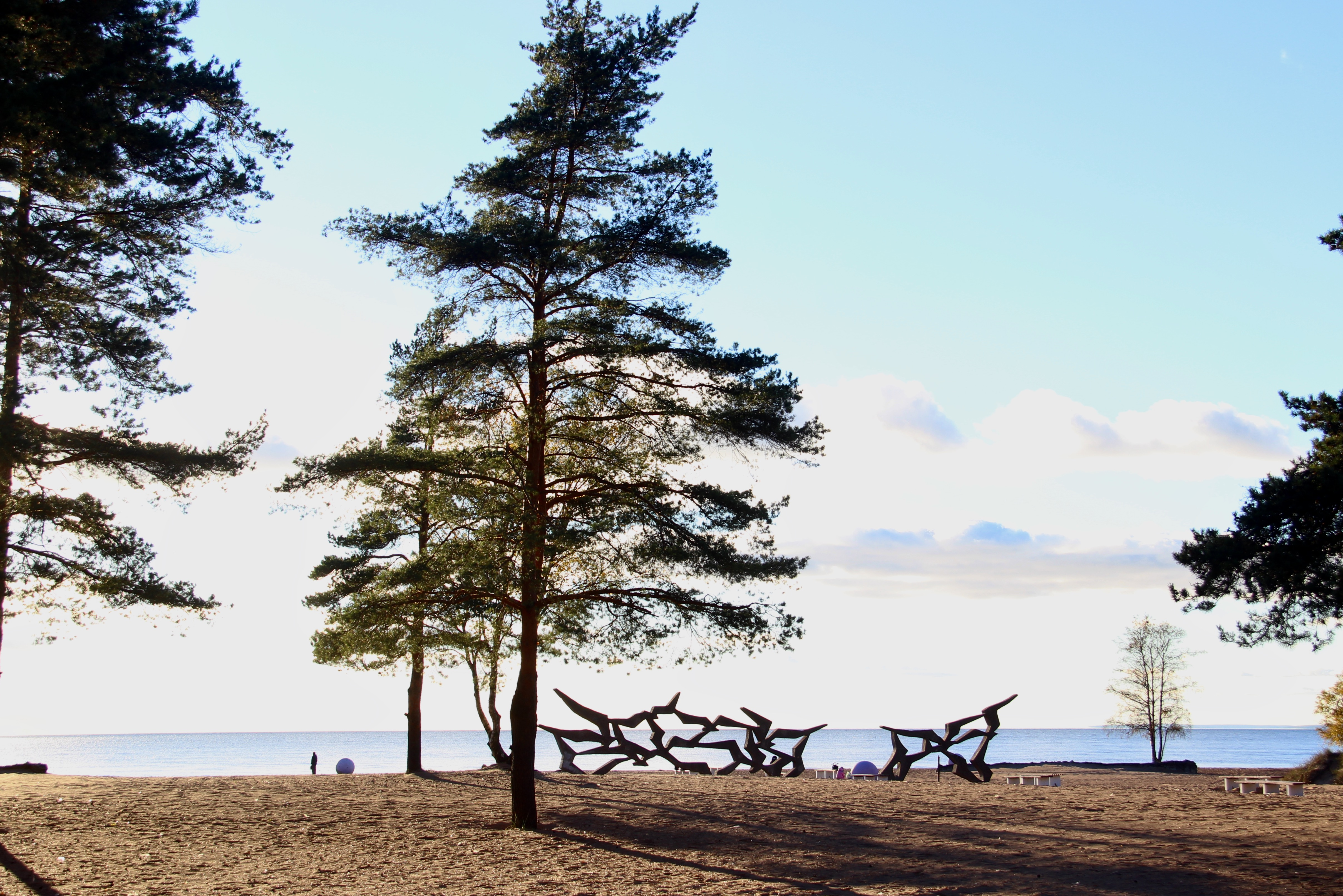
Пляж Ласковый

## Границы
Карта границ муниципальных образований
Граница проходит от точки пересечения уреза воды берега Финского залива с Пограничной улицей по оси Пограничной улицы до границы территории детского дома, далее по восточной и северной границе территории детского дома до ручья, далее на север по оси ручья до мелиоративной канавы, далее на северо-восток по оси мелиоративной канавы, пересекая Зеленогорское шоссе и железнодорожные пути Выборгского направления железной дороги, до лесной дороги, далее на северо-запад по северной стороне лесной дороги до начала просеки между лесными кварталами 98 и 99 Комаровского лесничества, далее на северо-восток по западной стороне кварталов 99, 91, 80 Комаровского лесничества до границы с Выборгским районом Ленинградской области. Далее граница проходит от восточной границы квартала 79 Комаровского лесничества на север 180 м, затем на юго-восток 1600 м по просеке и доходит до берега реки Сестры. От этой точки начинается граница посёлка Солнечное со Всеволожским районом Ленинградской области. Граница проходит на юго-восток по правому берегу реки Сестры до пересечения с осью автодороги на Выборг. Далее граница проходит на юго-восток по оси этой магистрали до Зеленогорского шоссе, далее по оси Зеленогорского шоссе до развилки на Приморское шоссе, на этой развилке 39 км (фото 1) сходятся границы трёх муниципальных образований: Солнечное, Сестрорецк, Белоостров. Далее по оси Приморского шоссе до Таможенной дороги, далее по оси этой дороги до границы территории пансионата «Дюны», далее по северной границе территории пансионата «Дюны» до берега Финского залива, далее по урезу воды берега Финского залива граница идёт по пляжу мимо отеля «Старая Мельница», пляжу Ласковый (фото 2), мимо дач на берегу (фото 3-5) до точки пересечения берега Финского залива украшенного естественными дюнами (фото 6) с Пограничной улицей.

Фотографии на границах муниципального образования посёлок Солнечное
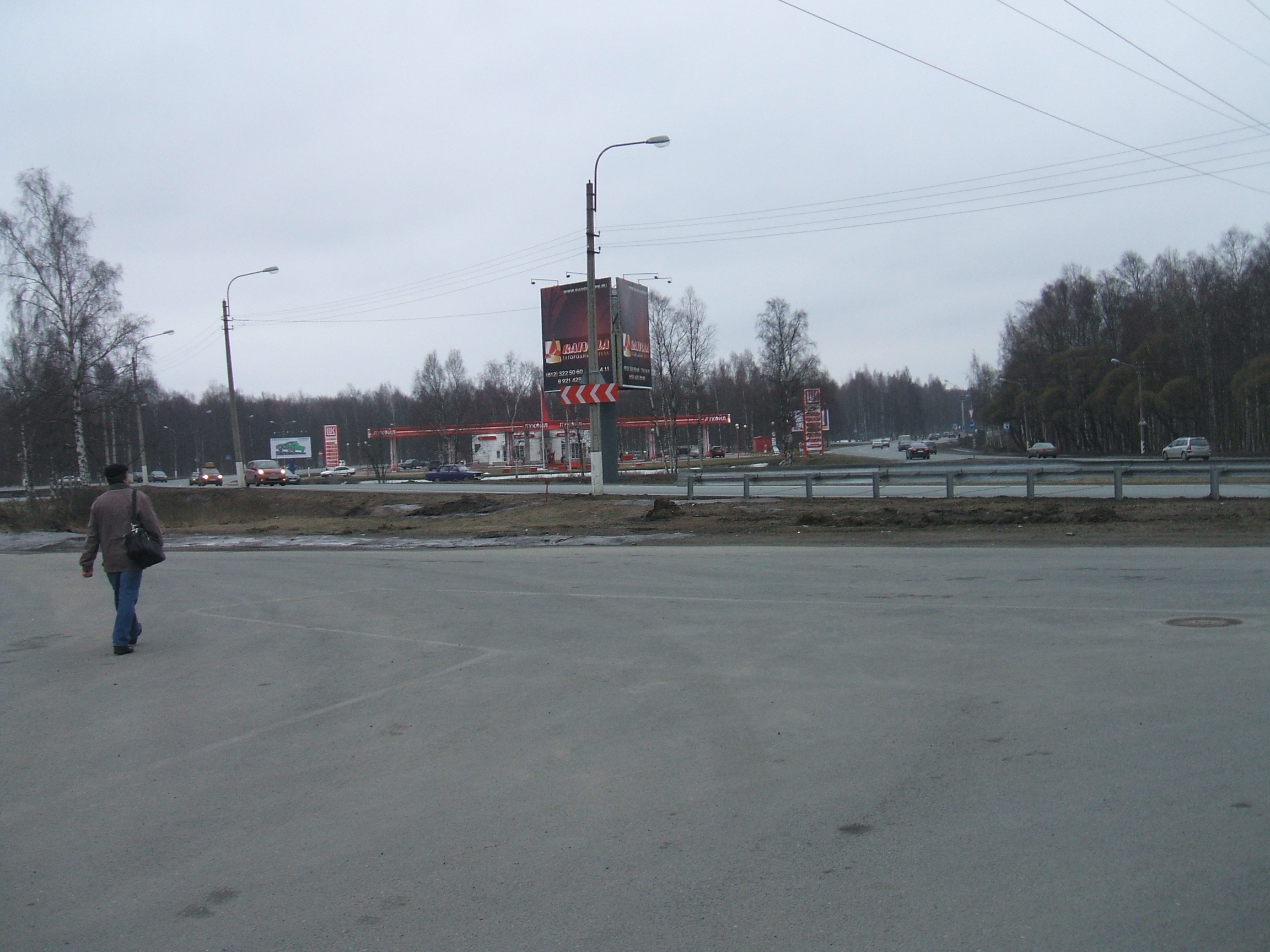
Приморского шоссе, 39-й км
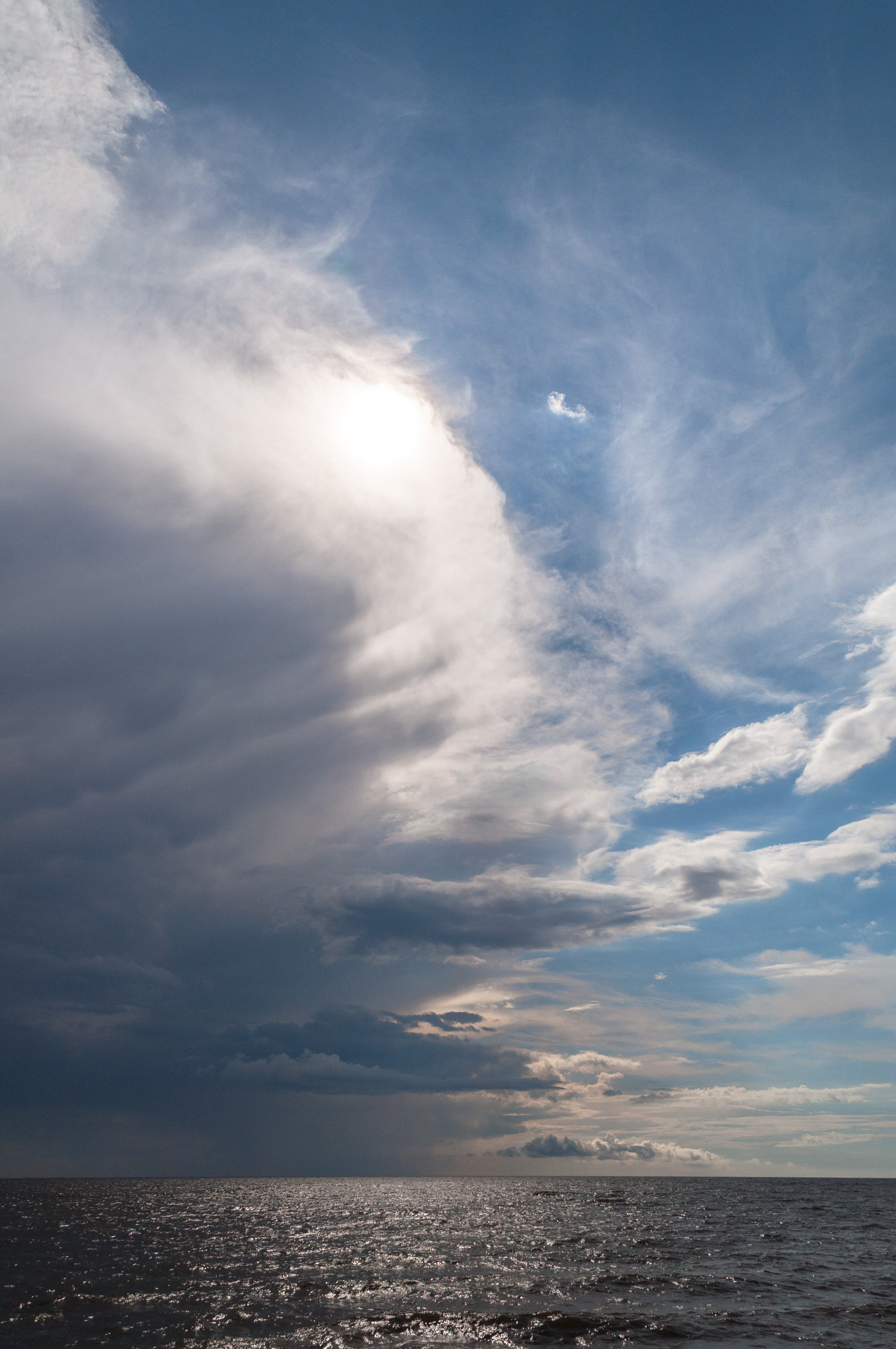
Летний день. Побережье Финского залива, пос. Солнечное
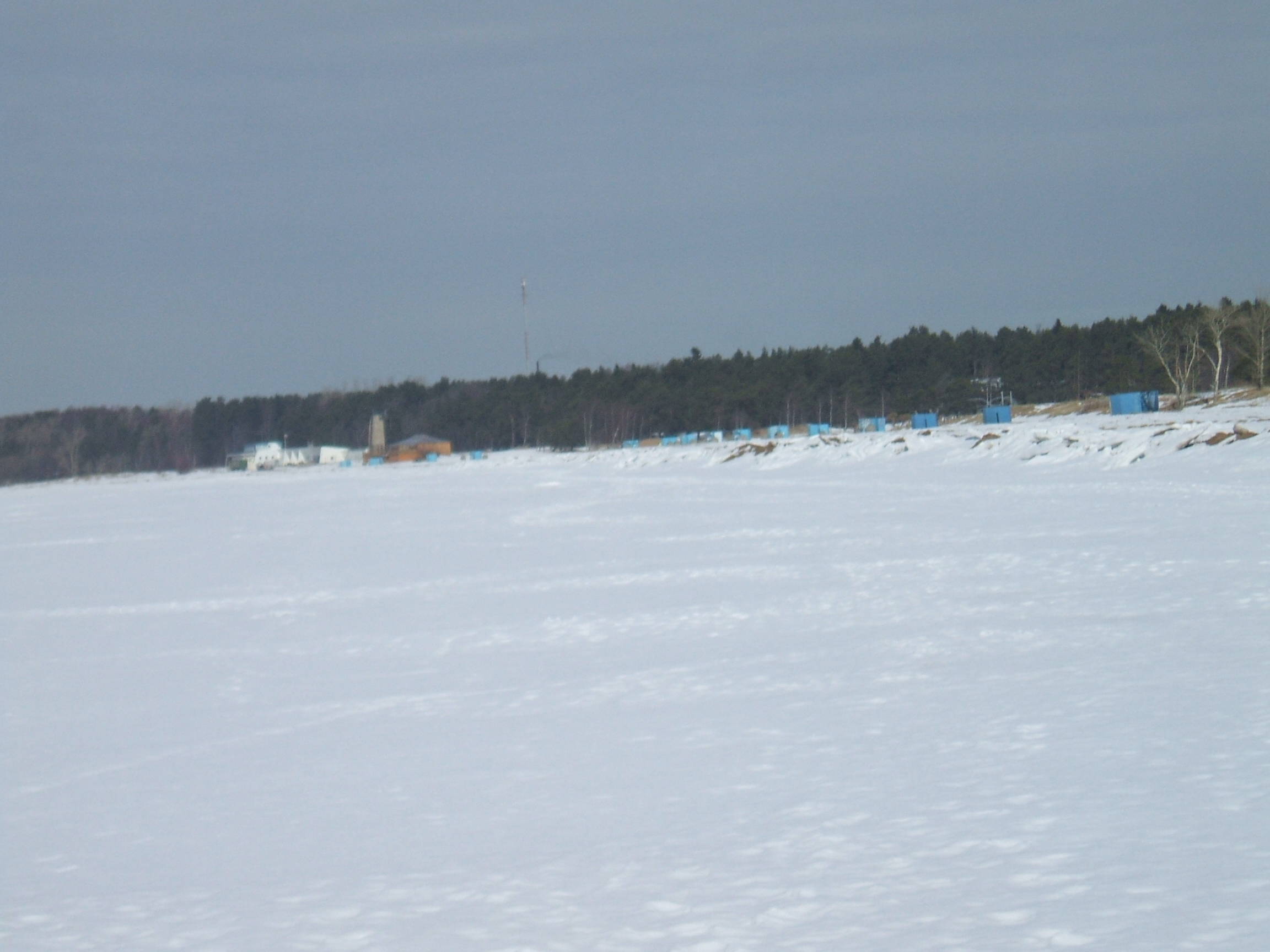
Ласковый пляж
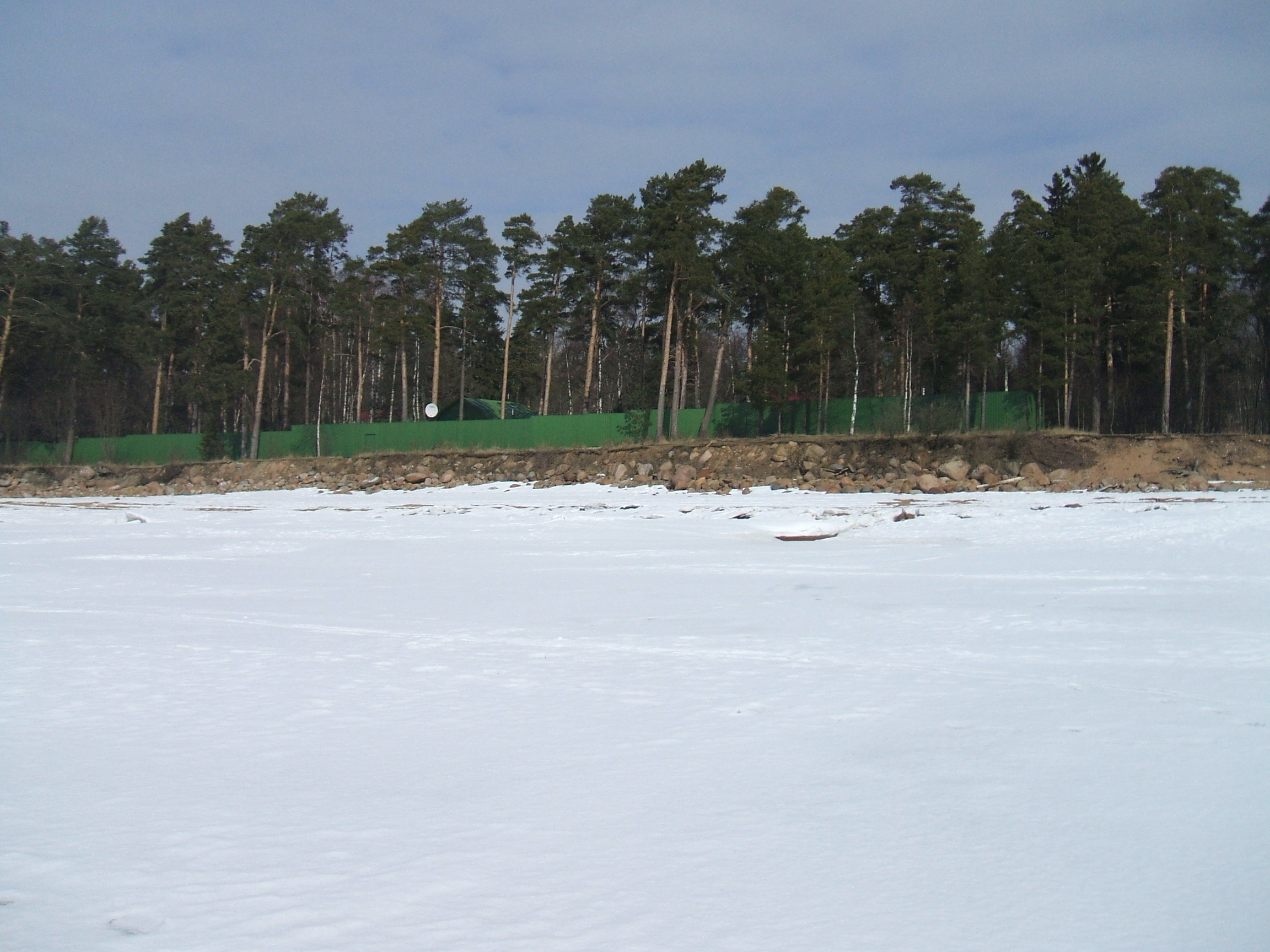
Дачи Солнечного
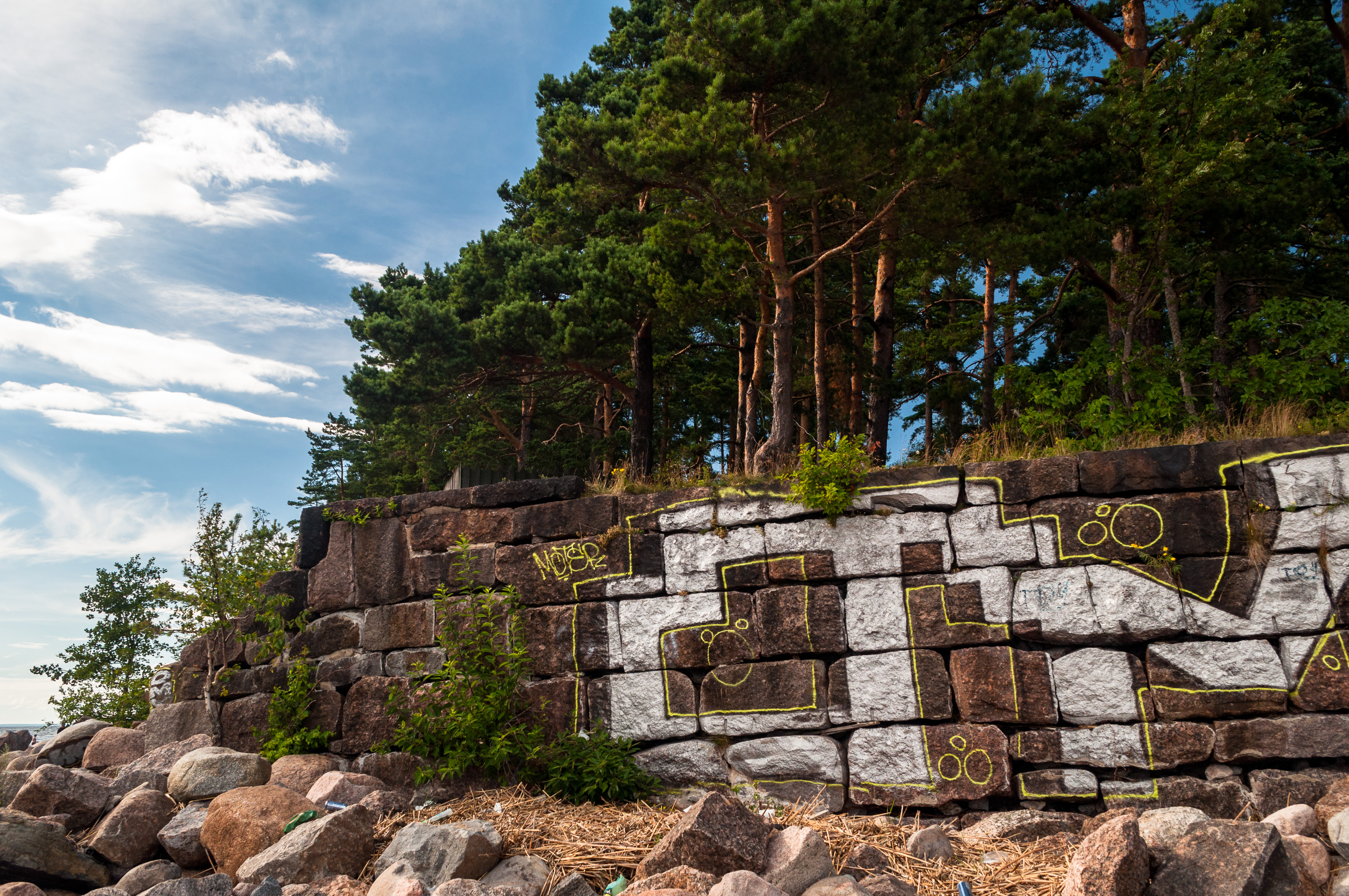
Берегоукрепление от штормов. Побережье Финского залива, пос. Солнечное
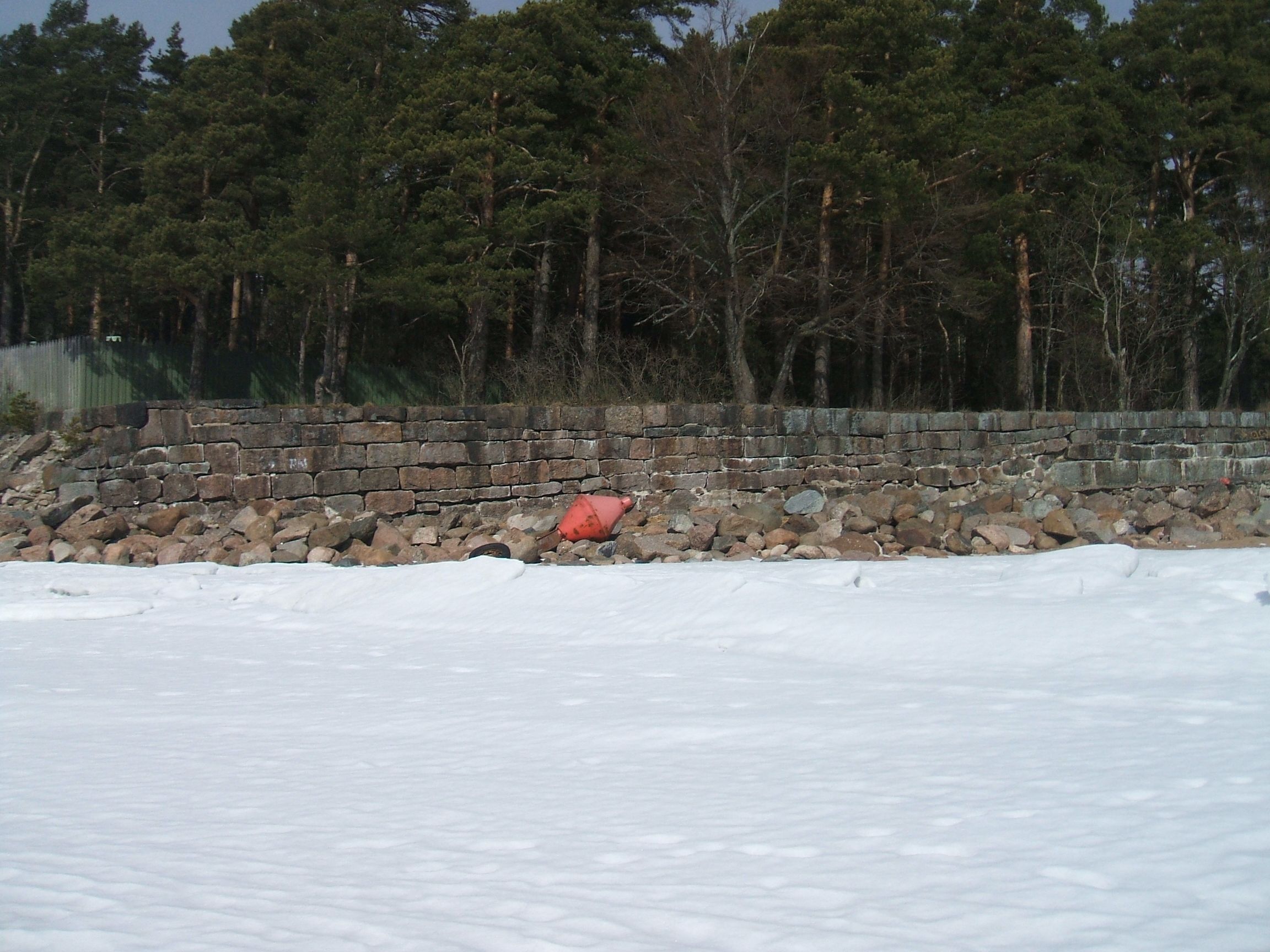
Старинная стенка на берегу
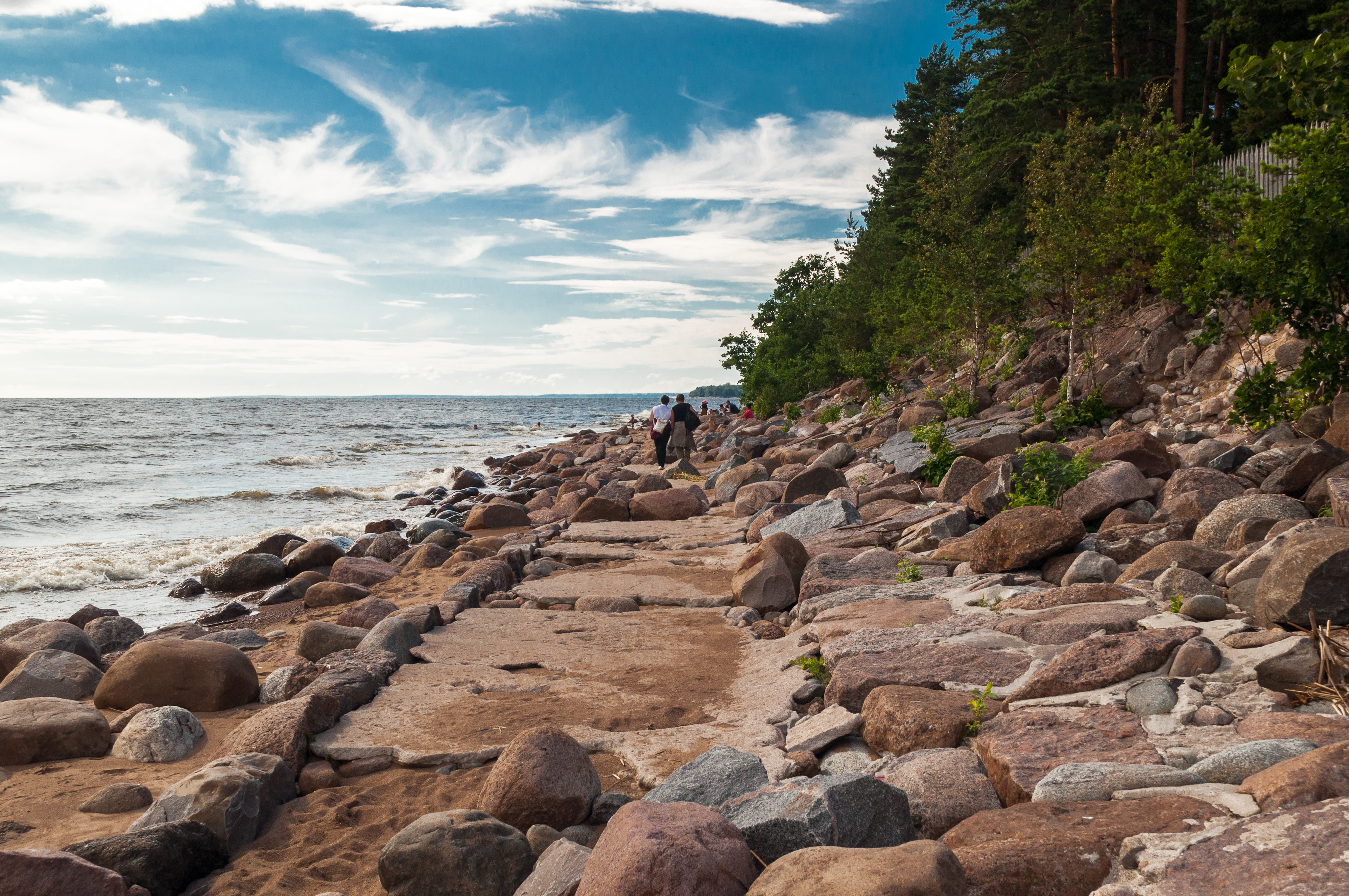
Берегоукрепление от штормов. Побережье Финского залива, пос. Солнечное
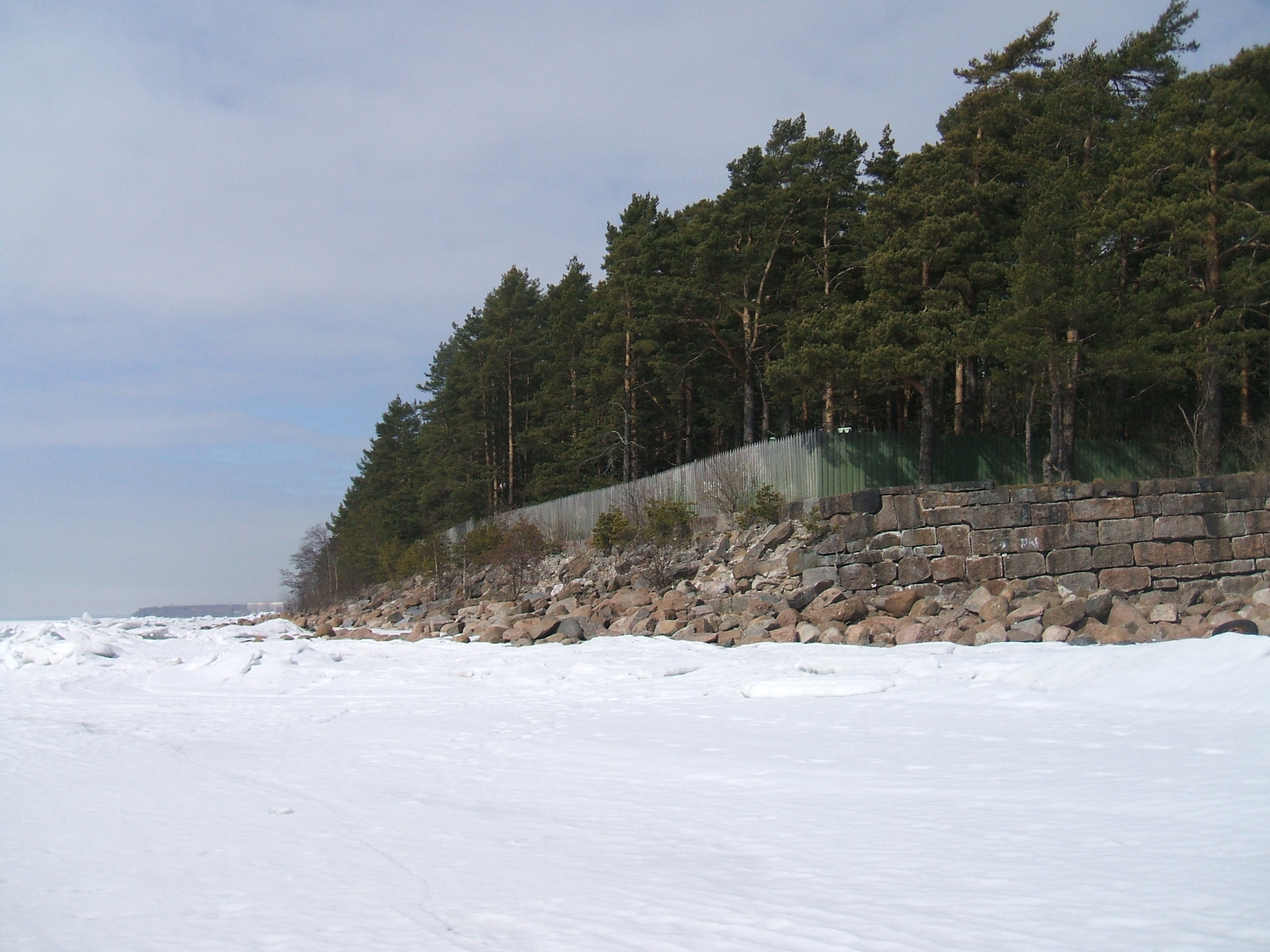
Берегоукрепление от штормов
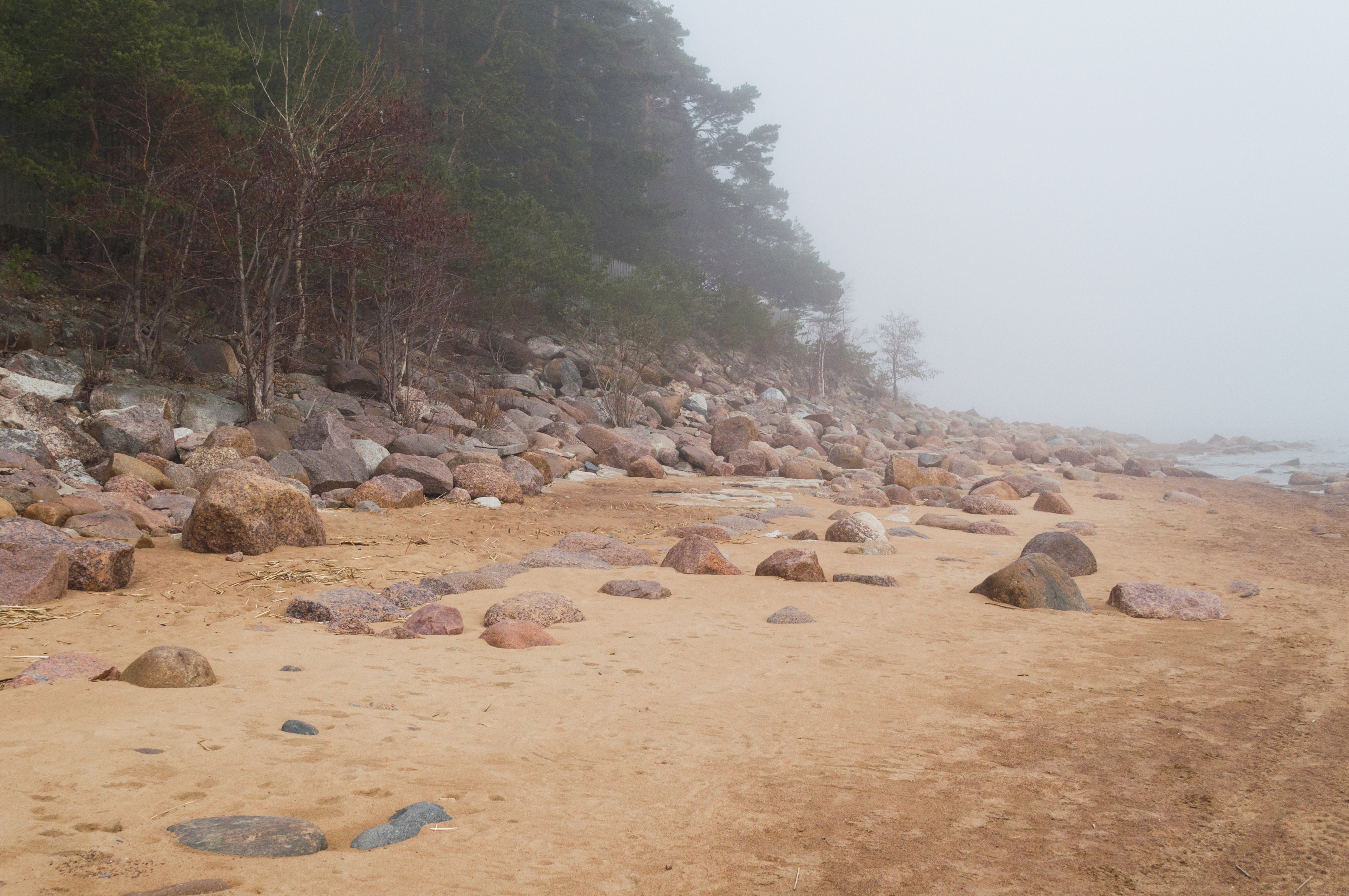
Берегоукрепление от штормов. Побережье Финского залива, пос. Солнечное
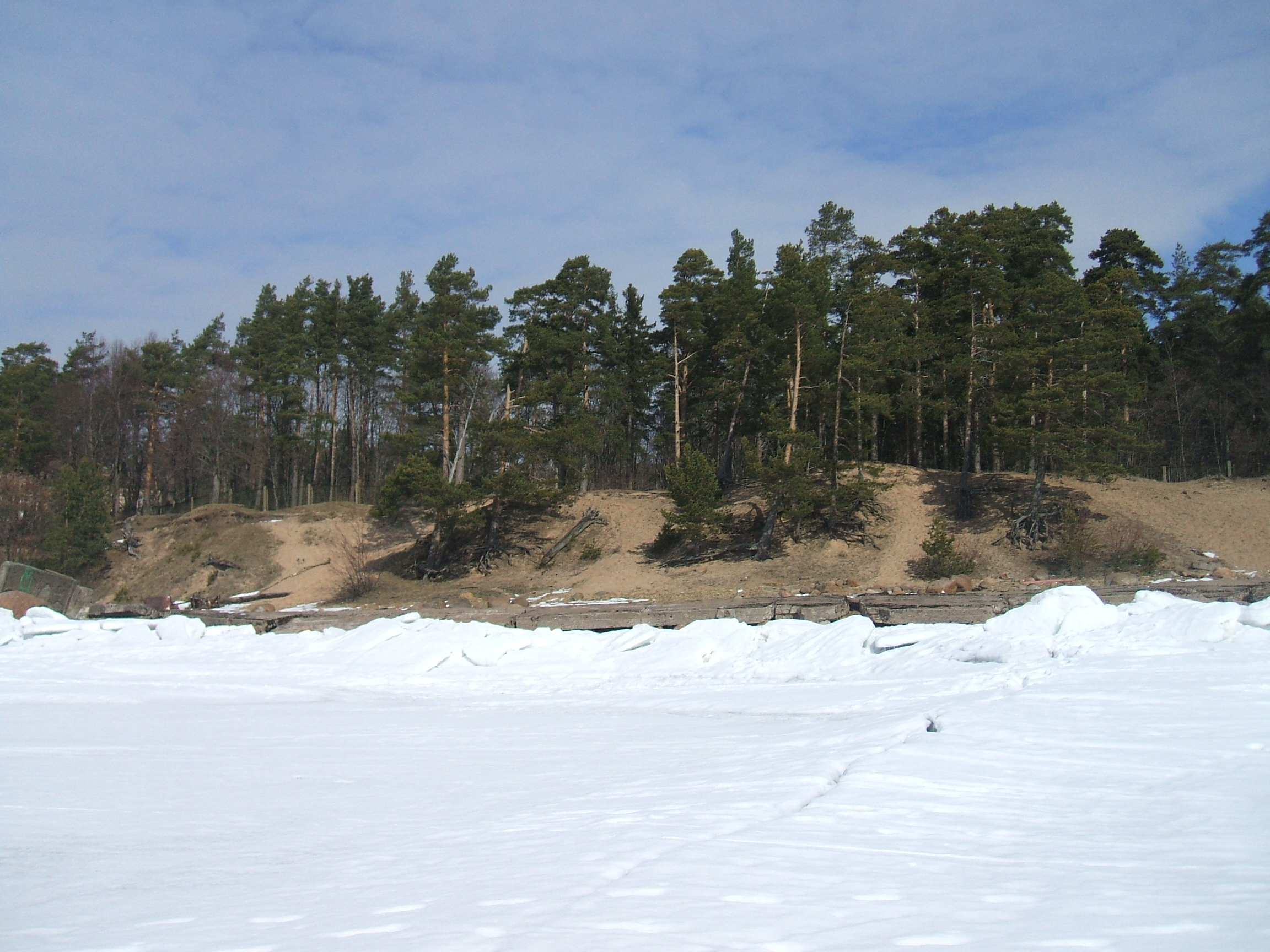
Дюны  на берегу залива
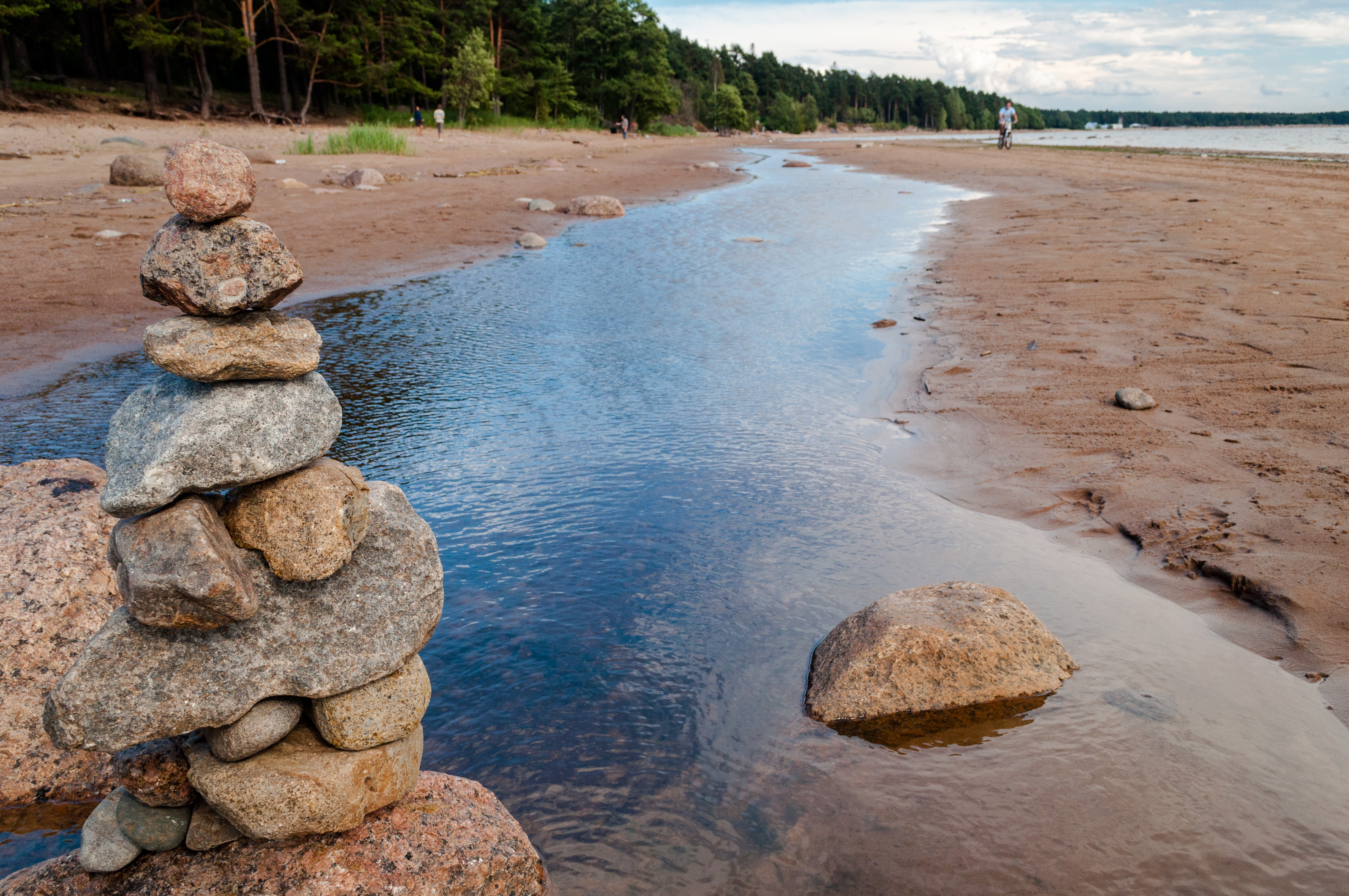
Ручей впадает в Финский залив. Побережье Финского залива, пос. Солнечное

## Население
| 2002  | 2010  | 2012  | 2013  | 2014  | 2015  | 2016  |
| ----- | ----- | ----- | ----- | ----- | ----- | ----- |
| 1161  | ↗1370 | ↗1392 | ↗1507 | ↗1539 | ↗1619 | ↗1674 |
| 2017  | 2018  | 2019  | 2020  | 2021  | 2023  | 2025  |
| ↘1656 | ↘1589 | ↘1548 | ↘1514 | ↗1842 | ↗1955 | ↗2048 |

## Известные уроженцы
- Вильо Вестеринен (1907—1961) — финский аккордеонист и композитор